# ورگیلی، گرکوش
ورگیلی، گرکوش (به لاتین: Becirman, Gercüş) یک زیستگاه انسانی در ترکیه است که در استان باتمان واقع شده‌است.

## خصوصیات
ورگیلی ۱۹۱ نفر جمعیت دارد.